# De Wereld van K3
De wereld van K3 ist eine belgische Fernsehserie für Kinder, die seit 2003 im niederländischsprachigen Raum (Flamen und Niederlande) ausgestrahlt wird. Die Moderatorinnen der Sendung sind die jeweiligen Mitglieder der Band K3.
Bis 2009 waren die Moderatorinnen Karen Damen, Kristel Verbeke und Kathleen Aerts. Zu dieser Zeit wurde die Sendung im Stil einer Talkshow vor Studiopublikum aufgezeichnet.
| Dienstag                                | Mittwoch                                           |
| --------------------------------------- | -------------------------------------------------- |
| Kochen mit Ad                           | Gast                                               |
| Geschichte von Bumba oder Kabouter Plop | Geschichte von Piet Piraat                         |
| Tierrubrik mit Martin Gaus              | Auftritt des Gastes                                |
| Clip                                    | Jonglieren mit Sylvia Schuyer of Kobe Van Herwegen |
| Clip oder Liveauftritt von K3           | Auftritt von K3                                    |

Kathleen Aerts wurde, wegen ihres Ausstiegs aus der Band, 2009 durch Josje Huisman, das neue Bandmitglied ersetzt. Gleichzeitig erhielt die Sendung ein neues Konzept ohne Studiopublikum. Die neue Version entspricht eher einem Magazin, das kein festes Studio hat. Die Rubriken werden an unterschiedlichen Drehorten präsentiert, z. B. die Tierrubrik etwa im Tierpark Planckendael in der Nähe von Mechelen.
| Dienstag                                             | Mittwoch                                             |
| ---------------------------------------------------- | ---------------------------------------------------- |
| Karaoke                                              | Karaoke                                              |
| Tierrubrik mit Martin Gaus                           | Kochen mit Kristel und Josje                         |
| Geschichte von Bumba, Piet Piraat oder Kabouter Plop | Geschichte von Bumba, Piet Piraat oder Kabouter Plop |
| Tanzen mit Josje                                     | Tanzen mit Josje                                     |
| Zeichnen mit Jean-Pol                                | Basteln                                              |
| Clip von K3                                          | Clip von K3                                          |